# Càrn an Fhidhleir
Der Càrn an Fhidhleir, auch als Càrn Ealar bezeichnet, ist ein als Munro und Marilyn eingestufter, 994 Meter hoher Berg in Schottland. Sein gälischer Name kann in etwa mit Spitze des Fiedelspielers übersetzt werden.
Er liegt am Schnittpunkt der Grenzen der drei Council Areas Aberdeenshire, Highland und Perth and Kinross in den Grampian Mountains rund 25 Kilometer nördlich von Blair Atholl und südwestlich von Braemar in einer weitgehend unbewohnten Berglandschaft. Der Càrn an Fhidhleir zählt, wie auch der östlich benachbarte, 1006 Meter hohe An Sgarsoch, aufgrund seiner Lage weit abseits öffentlicher Straßen und Siedlungen zu den entlegensten Munros. Beide Berge sind Teil einer Bergkette, die sich in Ost-West-Richtung zwischen dem nördlich liegenden Glen Geldie, dem  Tal des Geldie Burn, eines Nebenflusses des Dee, und dem südlich liegenden Tal des Tarf Water, einem der Quellflüsse des River Tilt, der zum Flusssystem des Tay gehört, erstreckt. 
Der Càrn an Fhidhleir ist eher unspektakulär in Form einer breiten, dreiseitigen Pyramide aufgebaut. Er weist ein breites flaches Gipfelplateau auf, die drei Grate führen nach Norden, Südosten und Westen. Der breite Südostgrat führt zu einem unbenannten, 906 Meter hohen Vorgipfel. An diesen schließt sich nach Osten ein auf 710 Metern Höhe liegender Bealach an, über den nach Osten ein Übergang zum An Sgarsoch möglich ist. Der kurze Westgrat senkt sich zu einem breiten, auf etwa 850 Metern Höhe liegenden Plateau, an das sich weiter westlich und südwestlich mehrere, zwischen 830 und 900 Meter hohe Vorgipfel anschließen. Der breite Nordgrat führt direkt in das Glen Geldie. Auf fast allen Seiten weist der Berg moderate Steigungen auf und wird von Moor- und Heideflächen dominiert, die in höheren Lagen in weite Steinfelder übergehen. 
Wie der seit 1981 als Munro-Top des Beinn Bhrotain eingestufte Càrn Cloich-mhuilinn ist der Càrn an Fhidhleir dafür bekannt, einer von zwei Munros zu sein, den Sir Hugh Munro von den von ihm in seine Liste der Munros aufgenommenen Bergen nicht mehr besteigen konnte.

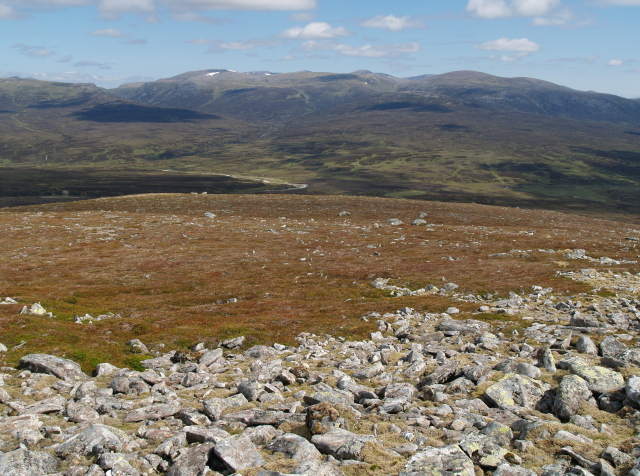
Blick über den Nordgrat auf das Glen Geldie, im Hintergrund die nordwestlichen Cairngorms
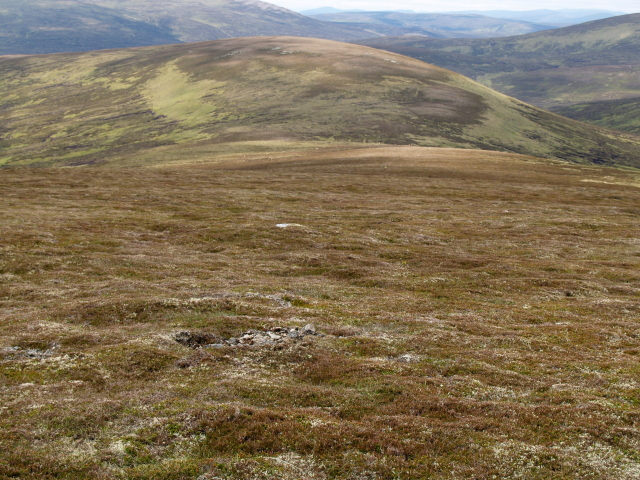
Blick vom 906 Meter hohen Vorgipfel am Ende des Südostgrats nach Westen
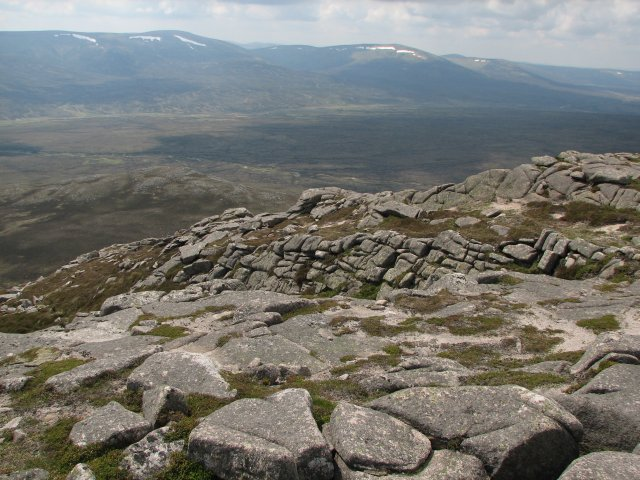
Blick vom Càrn Cloich-mhuilinn nach Südwesten über das Glen Geldie zum An Sgarsoch (links) und Càrn an Fhidhleir (rechts)

Aufgrund seiner entlegenen Lage erfordert der Càrn an Fhidhleir für Munro-Bagger aus allen Richtungen sehr lange Anmärsche und ist kaum ohne Unterwegs-Übernachtung zu besteigen. Die meisten Munro-Bagger kombinieren die Tour mit der Besteigung des benachbarten An Sgarsoch. Von Braemar ist der Berg über das Tal des Dee und des Geldie Burn zu erreichen, Ausgangspunkt ist das Ende der Fahrstraße bei den Linn of Dee. Aus dem Glen Geldie führt der Zustieg über den Nordgrat zum Gipfel. Aus Richtung Süden ist Blair Atholl der Ausgangspunkt für diese gut 30 Kilometer einfache Strecke aufweisende Tour, von dort aus kann über das Glen Tilt und das Tal des Tarf Water der Südgrat erreicht werden. Auf dieser Seite besteht mit der Bothy Fèith Uaine eine Übernachtungsmöglichkeit. Ebenfalls einen sehr langen Anmarsch erfordert der Weg aus Richtung Norden durch das Glen Feshie, ein südlich von Aviemore abzweigendes Seitental des River Spey.